# Heteracris nefasitensis
Heteracris nefasitensis är en insektsart som beskrevs av Grunshaw 1991. Heteracris nefasitensis ingår i släktet Heteracris och familjen gräshoppor. Inga underarter finns listade i Catalogue of Life.